# 中和郡
中和郡（：／ Junghwa gun */?）是朝鮮民主主義人民共和國黃海北道西北部的一個郡，屬於軍事重鎮，朝鮮人民軍空軍司令部於此，城區軍警戒備極嚴。北、西鄰平壤直轄市。面積232.4平方公里，2008年人口77,367人。下分1邑、16里。
朝鮮王朝設中和郡，原屬平安道、1896年屬平安南道，1963年劃歸平壤市。2010年劃歸黃海北道。